# FA Cup 1904/1905
Třicátý čtvrtý ročník FA Cupu (anglického poháru), který se konal od 10. září 1904 do 15. dubna 1905. Celkem turnaj hrálo 32 klubů.
Trofej získal klub Aston Villa FC, který ve finále porazil Newcastle United FC 2:0 a získal tak počtvrté pohár po osmy letech.